# OpenSceneGraph
OpenSceneGraph ist ein quelloffenes Szenengraphsystem (SG), das in Echtzeit-Grafikanwendungen wie z. B. FlightGear eingesetzt wird.
OpenSceneGraph wurde in C++ geschrieben, verwendet OpenGL als Grundlage für die 3D-Grafik und läuft auf einer Vielzahl von Betriebssystemen, unter anderem Microsoft Windows, Mac OS X, Linux, IRIX, Solaris und FreeBSD.
Die Entwicklung von OpenSceneGraph begann im Jahre 1998 durch Don Burns. 1999 stieß Robert Osfield dazu. Das Projekt erfasst keine Downloadraten und besitzt keine Möglichkeit die Anzahl der aktiven Benutzer zu messen. Jedoch ist die Anzahl der Abonnenten der OSG-Mailing-List auf mehr als 1500 Leser im Jahr 2006 gestiegen.

## Architektur
Hier ist eine Übersicht der OpenSceneGraph-Architektur:

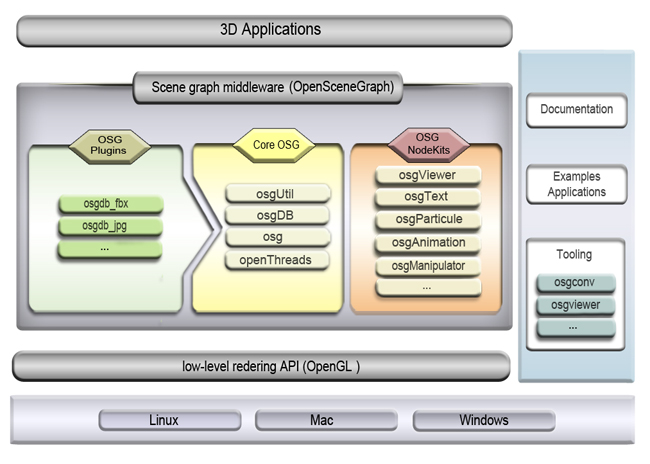
Eine Übersicht der OpenSceneGraph Architektur